# Битка код Кресовог врела
Битка код Кресовог врела вођена је 1. маја 1187. године између крсташке војске Јерусалимске краљевине, Темплара и Хоспиталаца под Жераром од Ришфоа са једне и муслиманске војске Ајубидске династије са друге стране. Део је крсташких ратова, а завршена је победом муслимана.

## Битка
Ремон III, гроф Триполија 1183. године склапа мир са Саладином. Саладин 1187. године тражи од Ремона да његова војска прође преко територије грофовије Триполи како би напала армију Ренеа од Шатијона. Ремон пристаје и 1. маја 1187. године је могао да гледа како поред Триполија промичу Саладинови коњаници. Међутим, Ремон није знао да се ка Триполију приближава посланство Гаја Лизињана на челу са Жераром од Ришфоа. У близини Назарета, код Кресовог врела, војска Жерара од Ришфоа у савезу са 80 витезова Хоспиталаца и гарнизоном Жака од Мелија улази у борбу са Саладиновом армијом.
Хришћана је било мало, тек око 150 наспрам више хиљада муслимана. И поред тога, Жерар наређује јуриш. Преживело је свега тројица витезова међу којима се налазио и Жерар од Ришфоа. Овај покољ муслимана је отрезнио Ремона и навео га да се измири са Гајом Лизињанским.